# Buicești, Olt
Buicești este un sat în comuna Priseaca din județul Olt, Muntenia, România. In Buicesti se mai afla si biserica facuta de fratii Buzesti. pe teritoriul localitatii se afla si cramele lui Buicescu,sub scoala din sat. Localitatea este atestata inca din timpul lui Mihai Viteazul. pe raza satului s-au gasit unelte de piatra preistorice,in urma sapaturilor pentru constructia podului peste râul Dârjov.
 Acest articol despre o localitate din județul Olt este deocamdată un ciot. Puteți ajuta Wikipedia prin completarea lui.

Sat de o frumusețe rară cu păduri verzi de foioase, străbătut de râul Cungrea și cu celebrul copac,Tecul de la Ionicesti.